# Siouxsie Wiles

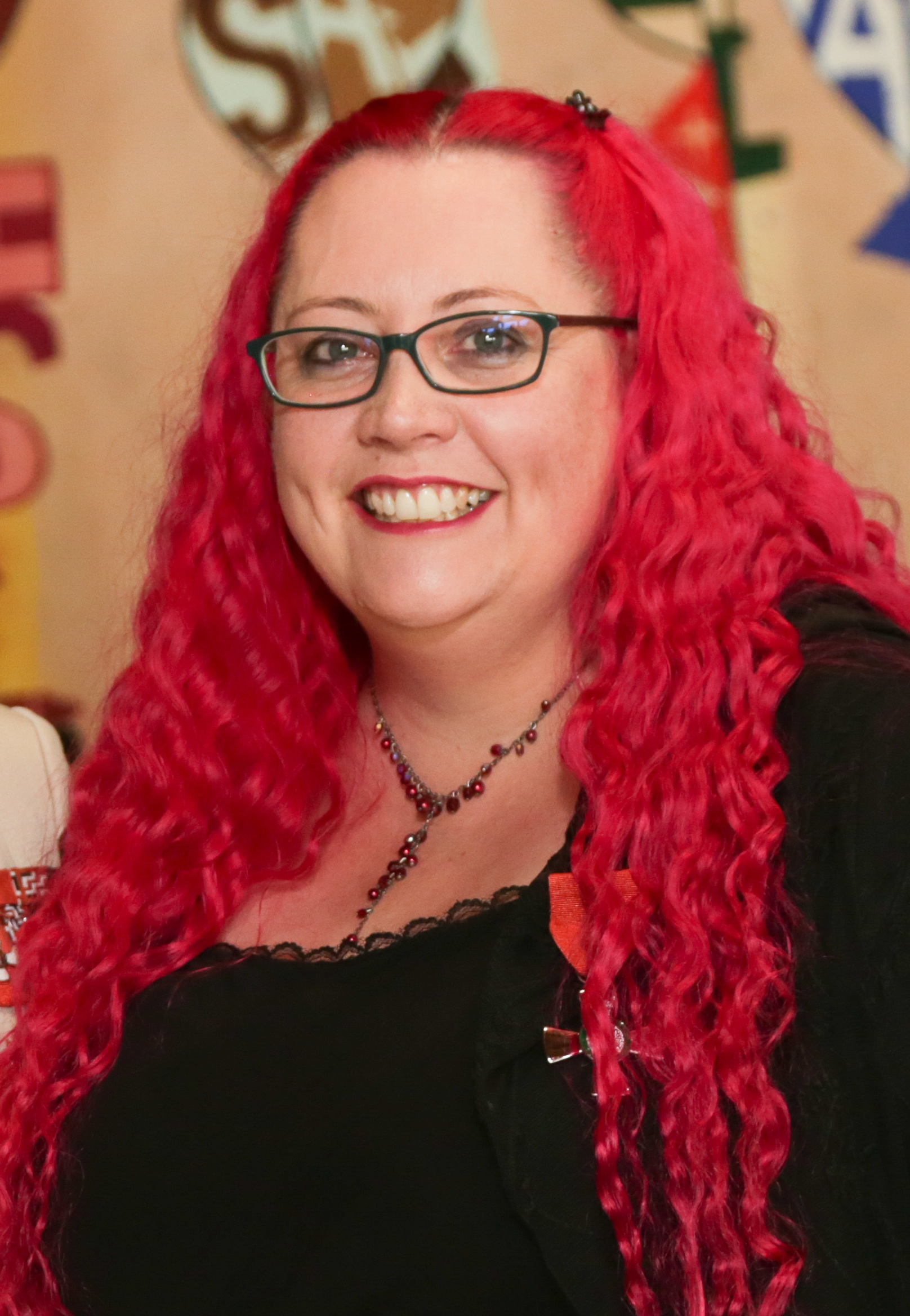
Siouxsie Wiles (2019)

Siouxsie Wiles (* als Susanna Wiles) MNZM ist eine britisch-gebürtige Mikrobiologin mit den Schwerpunkten Infektionskrankheiten und Biolumineszenz.

## Leben
Siouxsie Wiles wuchs im Vereinigten Königreich und Südafrika auf.
Sie studierte medizinische Mikrobiologie an der Universität Edinburgh und schloss ihr Studium 1997 ab. Anschließend ging sie für ihr Doktorat an das UK Centre for Ecology & Hydrology in Oxford. Nach Erhalt Ihres Ph.D. ging sie ans Imperial College London und forschte am Mycobacterium tuberculosis. Dort begann sie Biolumineszenz und Mikrobiologie zu kombinieren, um damit die Entwicklung von Bakterien schneller sehen zu können. Im Jahr 2007 wurde sie Dozentin am Imperial College.
Mit Erhalt des Sir-Charles-Hercus-Stipendiums des Rates für Gesundheitsforschung Neuseelands wechselte sie 2009 an die Universität Auckland und lebt seitdem in Neuseeland. Dort leitet sie ein Labor für Lumineszenz antibiotikaresistenter Bakterien. Zugleich begann sie über Wissenschaft zu berichten. Dies baute sie beständig aus und wurde für ihr Engagement 2012 mit dem Wissenschafts-Kommunikations-Preis der neuseeländischen Wissenschaftsvereinigung (NZAS) und im folgenden Jahr dem Preis für Wissenschaftskommunikation des Ministerpräsidenten ausgezeichnet. Sie erhielt außerdem die Paul-Callaghan-Medaille der Royal Society of New Zealand.
Siouxsie Wiles ist verheiratet mit dem neuseeländischen Mathematiker Steven Galbraith und hat eine Tochter. Seit 2014 besitzt sie die neuseeländische Staatsbürgerschaft.

## Auszeichnungen
Siouxsie Wiles erhielt zahlreichen Auszeichnungen, darunter:
- 2005: UK National Centre for the Replacement, Refinement & Reduction of Animals in Research (NC3Rs) 3. Platz
- 2009: Sir-Charles-Hercus-Stipendium des Rates für Gesundheitsforschung Neuseeland
- 2011: The Three Rs des National Animal Ethics Advisory Committee (NAEAC) für den ethischen Umgang mit Tieren in Versuchen
- 2012: Wissenschafts-Kommunikations-Preis der neuseeländischen Wissenschaftsvereinigung (NZAS)
- 2013: Paul-Callaghan-Medaille der Royal Society of New Zealand
- 2013: Preis für Wissenschaftskommunikation des neuseeländischen Ministerpräsidenten
- 2016: Blake Leader Award des Sir Peter Blake Trust
- 2018: Finalistin für den Neuseeländer des Jahres der Kiwibank
- 2019: Ernennung zum Mitglied des New Zealand Order of Merit für ihre Verdienste um die Mikrobiologie und Wissenschaftskommunikation
- 2020: BBC 100 Women
- 2021: New Zealander of the Year[6]

## Werke
- Wiles, Siouxsie, Antibiotic Resistance: The End of Modern Medicine?, 2017, ISBN 978-0-947518-65-3
- Shirley, O. C., Bayan, A. et al. Do surgical helmet systems affect intraoperative wound contamination? A randomised controlled trial in Archives of Orthopaedic and Trauma Surgery 2017, 137
- Sun, Y., Emolo, C., Holtfreter, S. et al., Staphylococcal Protein A Contributes to Persistent Colonization of Mice with Staphylococcus aureus in Journal of bacteriology 2018, 200 (9).10.1128/JB.00735-17
- Murdoch, D., Addidle, M., Andersson, H.-S. et al., Politicians: please work together to minimise the spread of COVID-19 in The New Zealand medical journal 2020, 133 (1511), S. 7–8.
- Yathursan, S., Wiles, S., Read, H., & Sarojini, V., A review on anti-tuberculosis peptides: Impact of peptide structure on anti-tuberculosis activity. in Journal of peptide science : an official publication of the European Peptide Society 2019, 5 (11)10.1002/psc.3213
- Merry, A. F., Gargiulo, D. A. et al., The effect of implementing an aseptic practice bundle for anaesthetists to reduce postoperative infections, the Anaesthetists Be Cleaner (ABC) study: protocol for a stepped wedge, cluster randomised, multi-site trial. in Trials 2019, 20 (1)10.1186/s13063-019-3402-8
- Ryder, B. M., Sandford, S. K. et al. Gr1(int/high) Cells Dominate the Early Phagocyte Response to Mycobacterial Lung Infection in Mice in Frontiers in Microbiologie 2019, 1010.3389/fmicb.2019.00402